# Cathédrale de Tous-les-Saints de Halifax
Cette cathédrale ne doit pas être confondue avec la basilique-cathédrale Sainte-Marie de Halifax.
Cette  cathédrale n’est pas la seule cathédrale de Tous-les-Saints.
La cathédrale de Tous-les-Saints (en anglais : All Saints Cathedral) est une cathédrale de l'Église anglicane du Canada située au Canada dans la province de Nouvelle-Écosse, dans la ville de Halifax.

## Historique
Conçue par l'architecte Ralph Adams Cram (en), sa construction a commencé en 1907 et s'est achevée en 1910.

## Dimensions
Les dimensions de l'édifice sont les suivantes :
- hauteur extérieure de la nef : 20,7 m ;
- longueur : 77,7 m ;
- largeur au transept : 26,8 m.